# Canyondam
Canyondam és una concentració de població designada pel cens dels Estats Units a l'estat de Califòrnia. Segons el cens del 2000 tenia 37 habitants.

## Demografia
Segons el cens del 2000, Canyondam tenia 37 habitants, 21 habitatges, i 11 famílies. La densitat de població era de 18,6 habitants per km².
Dels 21 habitatges en un 14,3% hi vivien nens de menys de 18 anys, en un 33,3% hi vivien parelles casades, en un 4,8% dones solteres, i en un 47,6% no eren unitats familiars. En el 42,9% dels habitatges hi vivien persones soles el 42,9% de les quals corresponia a persones de 65 anys o més que vivien soles. El nombre mitjà de persones vivint en cada habitatge era d'1,76 i el nombre mitjà de persones que vivien en cada família era de 2,18.
Per edats la població es repartia de la següent manera: un 13,5% tenia menys de 18 anys, un 5,4% entre 18 i 24, un 16,2% entre 25 i 44, un 43,2% de 45 a 60 i un 21,6% 65 anys o més.
L'edat mediana era de 50 anys. Per cada 100 dones de 18 o més anys hi havia 128,6 homes.
La renda mediana per habitatge era de 40.104 $ i la renda mediana per família de 35.000 $. Els homes tenien una renda mediana de 0 $ mentre que les dones 41.250 $. La renda per capita de la població era de 22.620 $. Cap de les famílies estava per davall del llindar de pobresa.

## Poblacions més properes
El següent diagrama mostra les poblacions més properes.